# Клан Маккензи
Маккензи (гэльск. Mac Coinnich) — один из кланов горной части Шотландии.

## История
Существует несколько гипотез о происхождении клана Маккензи. Они могли иметь как норманское происхождение, так и кельтское. Возможно что Маккензи были потомками Лоарна, полулегендарного короля Дал Риады, и каким-то образом связаны с кланами Мэтисон и Анриас. С кланом связан замок Эйлин-Донан. Фамилия Маккензи имеет шотландское происхождение и происходит от гэльского Mac Coinneach. Coinneach означает «миловидный», «красивый». Англинизированная форма Coinneach — Кеннет, хотя это же имя первоначально использовалось в качестве английской формы гэльского имени Cionaodh (Киниод).
Вождём клана с 1962 года является Джон Рори Грант Маккензи, 5-й граф Кромарти, виконт Тарбот, барон Каслхэвен, барон замка Лауд (родился в 1948 году).

## В культуре
Описан в серии исторических романов Дианы Гэблдон «Чужестранка».